# Ronda Élite a la Eurocopa Sub-17 2009
La Ronda Élite a la Eurocopa Sub-17 2009 contó con la participación de 28 selecciones infantiles de Europa provenientes de la ronda anterior.
Los equipos fueron divididos en 7 grupos de 4 equipos cada uno, donde el vencedor de cada grupo clasifica a la fase final del torneo a celebrarse en Alemania junto al país anfitrión.

## Sedes de los Grupos
Los países que aparecen en cursiva fueron la sede de cada uno de los grupos eliminatorios.

## Grupo 1
| País      | J | G | E | P | GF | GC | GD  | Pts |
| --------- | - | - | - | - | -- | -- | --- | --- |
| Suiza     | 3 | 2 | 1 | 0 | 8  | 1  | 7   | 7   |
| Polonia   | 3 | 2 | 0 | 1 | 4  | 2  | 2   | 6   |
| Grecia    | 3 | 1 | 1 | 1 | 4  | 3  | 1   | 4   |
| Eslovenia | 3 | 0 | 0 | 3 | 0  | 10 | -10 | 0   |

| 26 de marzo de 2009 | Grecia      | 1 – 1 | Suiza         | Komotini Stadium, Komotini     |                                |
|                     | Karelis 40' | [http://en.archive.uefa.com/competitions/under17/fixturesresults/round=15212/match=304528/report=rp.html (enlace roto disponible en Internet Archive; véase el historial, la primera versión y la última). Reporte] | 50' Seferović | Árbitro(s): Jérôme Efong Nzolo | Árbitro(s): Jérôme Efong Nzolo |

| 26 de marzo de 2009 | Polonia                | 2 – 0 | Eslovenia | Skoda Xanthi Arena, Xanthi      |                                 |
|                     | Jonczyk 17' 57' (pen.) | [http://en.archive.uefa.com/competitions/under17/fixturesresults/round=15212/match=304527/report=rp.html (enlace roto disponible en Internet Archive; véase el historial, la primera versión y la última). Reporte] |           | Árbitro(s): Ovidiu Alin Hategan | Árbitro(s): Ovidiu Alin Hategan |

| 28 de marzo de 2009 | Polonia | 0 – 1 | Suiza         | Komotini Stadium, Komotini      |                                 |
|                     |         | [http://en.archive.uefa.com/competitions/under17/fixturesresults/round=15212/match=304541/report=rp.html (enlace roto disponible en Internet Archive; véase el historial, la primera versión y la última). Reporte] | 71' Seferović | Árbitro(s): Ovidiu Alin Hategan | Árbitro(s): Ovidiu Alin Hategan |

| 28 de marzo de 2009 | Eslovenia | 0 – 2 | Grecia                           | Skoda Xanthi Arena, Xanthi    |                               |
|                     |           | [http://en.archive.uefa.com/competitions/under17/fixturesresults/round=15212/match=304542/report=rp.html (enlace roto disponible en Internet Archive; véase el historial, la primera versión y la última). Reporte] | 15' (pen.) 19' (pen.) Potouridis | Árbitro(s): Arman Amirkhanyan | Árbitro(s): Arman Amirkhanyan |

| 31 de marzo de 2009 | Grecia    | 1 – 2 | Polonia                | Komotini Stadium, Komotini     |                                |
|                     | Vlahos 8' | [http://en.archive.uefa.com/competitions/under17/fixturesresults/round=15212/match=304555/report=rp.html (enlace roto disponible en Internet Archive; véase el historial, la primera versión y la última). Reporte] | 35' 66' (pen.) Jonczyk | Árbitro(s): Jérôme Efong Nzolo | Árbitro(s): Jérôme Efong Nzolo |

| 31 de marzo de 2009 | Suiza                                                                           | 6 – 0 | Eslovenia | Skoda Xanthi Arena, Xanthi    |                               |
|                     | Seferović 16' · Santabarbara 46' · Ben Khalifa 49' 54' 64' · Nimeley 73' (pen.) | [http://en.archive.uefa.com/competitions/under17/fixturesresults/round=15212/match=304556/report=rp.html (enlace roto disponible en Internet Archive; véase el historial, la primera versión y la última). Reporte] |           | Árbitro(s): Arman Amirkhanyan | Árbitro(s): Arman Amirkhanyan |

## Grupo 2
| País            | J | G | E | P | GF | GC | GD | Pts |
| --------------- | - | - | - | - | -- | -- | -- | --- |
| España          | 3 | 2 | 1 | 0 | 5  | 3  | 2  | 7   |
| Bélgica         | 3 | 1 | 2 | 0 | 9  | 4  | 5  | 5   |
| República Checa | 3 | 1 | 1 | 1 | 5  | 3  | 2  | 4   |
| Kazajistán      | 3 | 0 | 0 | 3 | 1  | 10 | -9 | 0   |

| 12 de marzo de 2009 | España                        | 2 – 2 | Bélgica                   | Estadio Municipal de Foietes, Benidorm |                           |
|                     | Sarabia 2' · Borja 45' (pen.) | [http://en.archive.uefa.com/competitions/under17/fixturesresults/round=15212/match=304529/report=rp.html (enlace roto disponible en Internet Archive; véase el historial, la primera versión y la última). Reporte] | 50' Vervaet · 80+3' Sahin | Árbitro(s): Hüseyin Göçek              | Árbitro(s): Hüseyin Göçek |

| 12 de marzo de 2009 | República Checa           | 3 – 0 | Kazajistán | Estadio Camilo Cano, La Nucía |                              |
|                     | Kadlec 2' 15' · Polom 38' | [http://en.archive.uefa.com/competitions/under17/fixturesresults/round=15212/match=304530/report=rp.html (enlace roto disponible en Internet Archive; véase el historial, la primera versión y la última). Reporte] |            | Árbitro(s): Leontios Trattou  | Árbitro(s): Leontios Trattou |

| 14 de marzo de 2009 | España        | 2 – 1 | Kazajistán     | Estadio Camilo Cano, La Nucía |                       |
|                     | Borja 21' 68' | [http://en.archive.uefa.com/competitions/under17/fixturesresults/round=15212/match=304543/report=rp.html (enlace roto disponible en Internet Archive; véase el historial, la primera versión y la última). Reporte] | 6' Satvaldiyev | Árbitro(s): Matej Jug         | Árbitro(s): Matej Jug |

| 14 de marzo de 2009 | Bélgica                       | 2 – 2 | República Checa | Estadio Municipal de Foietes, Benidorm |                              |
|                     | Krch 27' (a.g.) · Mpoku 80+2' | [http://en.archive.uefa.com/competitions/under17/fixturesresults/round=15212/match=304544/report=rp.html (enlace roto disponible en Internet Archive; véase el historial, la primera versión y la última). Reporte] | 49' 56' Kadlec  | Árbitro(s): Leontios Trattou           | Árbitro(s): Leontios Trattou |

| 17 de marzo de 2009 | República Checa | 0 – 1 | España     | Estadio Municipal de Foietes, Benidorm |                           |
|                     |                 | [http://en.archive.uefa.com/competitions/under17/fixturesresults/round=15212/match=304557/report=rp.html (enlace roto disponible en Internet Archive; véase el historial, la primera versión y la última). Reporte] | 2' Sarabia | Árbitro(s): Hüseyin Göçek              | Árbitro(s): Hüseyin Göçek |

| 17 de marzo de 2009 | Kazajistán | 0 – 5 | Bélgica                                                   | Estadio Camilo Cano, La Nucía |                       |
|                     |            | [http://en.archive.uefa.com/competitions/under17/fixturesresults/round=15212/match=304558/report=rp.html (enlace roto disponible en Internet Archive; véase el historial, la primera versión y la última). Reporte] | 24' 64' Vervaet · 30' Lambreghts · 34' Debock · 51' Mpoku | Árbitro(s): Matej Jug         | Árbitro(s): Matej Jug |

## Grupo 3
| País         | J | G | E | P | GF | GC | GD | Pts |
| ------------ | - | - | - | - | -- | -- | -- | --- |
| Países Bajos | 3 | 3 | 0 | 0 | 8  | 0  | +8 | 9   |
| Croacia      | 3 | 2 | 0 | 1 | 5  | 3  | +2 | 6   |
| Azerbaiyán   | 3 | 0 | 1 | 2 | 0  | 4  | -4 | 1   |
| Luxemburgo   | 3 | 0 | 1 | 2 | 0  | 6  | -6 | 1   |

| 19 de marzo de 2009 | Croacia                             | 2 – 0 | Luxemburgo | Stade Communal, Mondercange |                            |
|                     | de Sousa 67' (a.g.) · Jakoliš 80+2' | [http://en.archive.uefa.com/competitions/under17/fixturesresults/round=15212/match=304531/report=rp.html (enlace roto disponible en Internet Archive; véase el historial, la primera versión y la última). Reporte] |            | Árbitro(s): Stephan Studer  | Árbitro(s): Stephan Studer |

| 19 de marzo de 2009 | Países Bajos | 1 – 0 | Azerbaiyán | Stadium John Grün, Mondorf-les-Bains |                                 |
|                     | Velder 25'   | [http://en.archive.uefa.com/competitions/under17/fixturesresults/round=15212/match=304532/report=rp.html (enlace roto disponible en Internet Archive; véase el historial, la primera versión y la última). Reporte] |            | Árbitro(s): Vadims Direktorenko      | Árbitro(s): Vadims Direktorenko |

| 21 de marzo de 2009 | Croacia                                   | 3 – 0 | Azerbaiyán | Stade Municipal, Pétange  |                           |
|                     | Jankulica 23' · Komorski 40+1' · Plum 64' | [http://en.archive.uefa.com/competitions/under17/fixturesresults/round=15212/match=304545/report=rp.html (enlace roto disponible en Internet Archive; véase el historial, la primera versión y la última). Reporte] |            | Árbitro(s): Vladimir Vnuk | Árbitro(s): Vladimir Vnuk |

| 21 de marzo de 2009 | Luxemburgo | 0 – 4 | Países Bajos                                | Stadium John Grün, Mondorf-les-Bains |                                 |
|                     |            | [http://en.archive.uefa.com/competitions/under17/fixturesresults/round=15212/match=304546/report=rp.html (enlace roto disponible en Internet Archive; véase el historial, la primera versión y la última). Reporte] | 34' 64' Castaignos · 51' Isoufi · 79' Janga | Árbitro(s): Vadims Direktorenko      | Árbitro(s): Vadims Direktorenko |

| 24 de marzo de 2009 | Países Bajos                                     | 3 – 0 | Croacia | Stade Communal, Mondercange |                            |
|                     | Isoufi 33' · Özyakup 76' (pen.) · Castaignos 77' | [http://en.archive.uefa.com/competitions/under17/fixturesresults/round=15212/match=304559/report=rp.html (enlace roto disponible en Internet Archive; véase el historial, la primera versión y la última). Reporte] |         | Árbitro(s): Stephan Studer  | Árbitro(s): Stephan Studer |

| 24 de marzo de 2009 | Azerbaiyán | 0 – 0 | Luxemburgo | Stade Municipal, Pétange  |                           |
|                     |            | [http://en.archive.uefa.com/competitions/under17/fixturesresults/round=15212/match=304560/index.html (enlace roto disponible en Internet Archive; véase el historial, la primera versión y la última). Reporte] |            | Árbitro(s): Vladimir Vnuk | Árbitro(s): Vladimir Vnuk |

## Grupo 4
| País        | J | G | E | P | GF | GC | GD | Pts |
| ----------- | - | - | - | - | -- | -- | -- | --- |
| Francia     | 3 | 2 | 1 | 0 | 5  | 1  | 4  | 7   |
| Noruega     | 3 | 1 | 1 | 1 | 2  | 5  | -3 | 4   |
| Bielorrusia | 3 | 1 | 0 | 2 | 2  | 5  | -3 | 3   |
| Dinamarca   | 3 | 1 | 0 | 2 | 5  | 3  | 2  | 3   |

| 24 de marzo de 2009 | Dinamarca                                    | 4 – 0 | Noruega | Stade Mora, Soustons  |                       |
|                     | Ditmer Hvilsom 10' 31' 51' · Falk Jensen 64' | [http://en.archive.uefa.com/competitions/under17/fixturesresults/round=15212/match=304533/report=rp.html (enlace roto disponible en Internet Archive; véase el historial, la primera versión y la última). Reporte] |         | Árbitro(s): Paweł Gil | Árbitro(s): Paweł Gil |

| 24 de marzo de 2009 | Francia                                          | 3 – 0 | Bielorrusia | Stade Jean André Maye, Tarnos |                         |
|                     | Kruk 52' (a.g.) · Situ 71' · Ngbakoto 77' (pen.) | [http://en.archive.uefa.com/competitions/under17/fixturesresults/round=15212/match=304534/report=rp.html (enlace roto disponible en Internet Archive; véase el historial, la primera versión y la última). Reporte] |             | Árbitro(s): Euan Norris       | Árbitro(s): Euan Norris |

| 26 de marzo de 2009 | Dinamarca  | 1 – 2 | Bielorrusia                   | Stade Mora, Soustons      |                           |
|                     | Jensen 34' | [http://en.archive.uefa.com/competitions/under17/fixturesresults/round=15212/match=304547/report=rp.html (enlace roto disponible en Internet Archive; véase el historial, la primera versión y la última). Reporte] | 13' Legchilin · 21' Buloychik | Árbitro(s): Damir Batinic | Árbitro(s): Damir Batinic |

| 26 de marzo de 2009 | Noruega     | 1 – 1 | Francia          | Stade André Darriguade, Dax |                         |
|                     | Bakenga 16' | [http://en.archive.uefa.com/competitions/under17/fixturesresults/round=15212/match=304548/report=rp.html (enlace roto disponible en Internet Archive; véase el historial, la primera versión y la última). Reporte] | 50' (pen.) Coeff | Árbitro(s): Euan Norris     | Árbitro(s): Euan Norris |

| 29 de marzo de 2009 | Francia     | 1 – 0 | Dinamarca | Stade André Darriguade, Dax |                           |
|                     | Souquet 40' | [http://en.archive.uefa.com/competitions/under17/fixturesresults/round=15212/match=304561/report=rp.html (enlace roto disponible en Internet Archive; véase el historial, la primera versión y la última). Reporte] |           | Árbitro(s): Damir Batinic   | Árbitro(s): Damir Batinic |

| 29 de marzo de 2009 | Bielorrusia | 0 – 1 | Noruega     | Stade Jean André Maye, Tarnos |                       |
|                     |             | [http://en.archive.uefa.com/competitions/under17/fixturesresults/round=15212/match=304562/report=rp.html (enlace roto disponible en Internet Archive; véase el historial, la primera versión y la última). Reporte] | 27' Wemberg | Árbitro(s): Paweł Gil         | Árbitro(s): Paweł Gil |

## Grupo 5
| País    | J | G | E | P | GF | GC | GD | Pts |
| ------- | - | - | - | - | -- | -- | -- | --- |
| Italia  | 3 | 3 | 0 | 0 | 6  | 2  | +4 | 9   |
| Austria | 3 | 2 | 0 | 1 | 6  | 2  | +4 | 6   |
| Georgia | 3 | 1 | 0 | 2 | 1  | 4  | -3 | 3   |
| Escocia | 3 | 0 | 0 | 3 | 1  | 6  | -5 | 0   |

| 20 de marzo de 2009 | Escocia | 0 – 1 | Georgia                 | Stadion Bad Waltersdorf, Bad Waltersdorf |                            |
|                     |         | [http://en.archive.uefa.com/competitions/under17/fixturesresults/round=15212/match=304536/report=rp.html (enlace roto disponible en Internet Archive; véase el historial, la primera versión y la última). Reporte] | 80+3' (pen.) Sheqiladze | Árbitro(s): Clayton Pisani               | Árbitro(s): Clayton Pisani |

| 20 de marzo de 2009 | Austria   | 1 – 2 | Italia                      | Stadion Stegersbach, Stegersbach |                           |
|                     | Alaba 22' | [http://en.archive.uefa.com/competitions/under17/fixturesresults/round=15212/match=304535/report=rp.html (enlace roto disponible en Internet Archive; véase el historial, la primera versión y la última). Reporte] | 4' Beretta · 14' Libertazzi | Árbitro(s): Milorad Mažić        | Árbitro(s): Milorad Mažić |

| 22 de marzo de 2009 | Italia                    | 3 – 1 | Escocia    | Stadion Stegersbach, Stegersbach |                                |
|                     | Sini 6' 70' · Beretta 51' | [http://en.archive.uefa.com/competitions/under17/fixturesresults/round=15212/match=304550/report=rp.html (enlace roto disponible en Internet Archive; véase el historial, la primera versión y la última). Reporte] | 49' Wright | Árbitro(s): Mattias Gestranius   | Árbitro(s): Mattias Gestranius |

| 22 de marzo de 2009 | Austria                                           | 3 – 0 | Georgia | Stadion Bad Waltersdorf, Bad Waltersdorf |                            |
|                     | Knasmüllner 35' (pen.) · Djuricin 58' · Alaba 68' | [http://en.archive.uefa.com/competitions/under17/fixturesresults/round=15212/match=304549/report=rp.html (enlace roto disponible en Internet Archive; véase el historial, la primera versión y la última). Reporte] |         | Árbitro(s): Clayton Pisani               | Árbitro(s): Clayton Pisani |

| 25 de marzo de 2009 | Escocia | 0 – 2 | Austria        | Stadion Stegersbach, Stegersbach |                           |
|                     |         | [http://en.archive.uefa.com/competitions/under17/fixturesresults/round=15212/match=304563/report=rp.html (enlace roto disponible en Internet Archive; véase el historial, la primera versión y la última). Reporte] | 9' 45' Đuričin | Árbitro(s): Milorad Mažić        | Árbitro(s): Milorad Mažić |

| 25 de marzo de 2009 | Georgia | 0 – 1 | Italia      | Stadion Bad Waltersdorf, Bad Waltersdorf |                                |
|                     |         | [http://en.archive.uefa.com/competitions/under17/fixturesresults/round=15212/match=304564/report=rp.html (enlace roto disponible en Internet Archive; véase el historial, la primera versión y la última). Reporte] | 22' Beretta | Árbitro(s): Mattias Gestranius           | Árbitro(s): Mattias Gestranius |

## Grupo 6
| País      | J | G | E | P | GF | GC | GD | Pts |
| --------- | - | - | - | - | -- | -- | -- | --- |
| Turquía   | 3 | 1 | 2 | 0 | 4  | 2  | 2  | 5   |
| Gales     | 3 | 1 | 1 | 1 | 5  | 5  | 0  | 4   |
| Rumania   | 3 | 1 | 1 | 1 | 2  | 4  | -2 | 4   |
| Finlandia | 3 | 1 | 0 | 2 | 4  | 4  | 0  | 3   |

| 26 de marzo de 2009 | Finlandia    | 1 – 2 | Rumania            | Burhanettin Kocamaz, Tarsus  |                              |
|                     | Lehtonen 30' | [http://en.archive.uefa.com/competitions/under17/fixturesresults/round=15212/match=304537/report=rp.html (enlace roto disponible en Internet Archive; véase el historial, la primera versión y la última). Reporte] | 58' Amet · 64' Bus | Árbitro(s): Nikola Dabanovic | Árbitro(s): Nikola Dabanovic |

| 26 de marzo de 2009 | Turquía             | 2 – 2 | Gales                       | Adana 5 Ocak Stadium, Adana |                          |
|                     | Sarı 35' · Töre 57' | [http://en.archive.uefa.com/competitions/under17/fixturesresults/round=15212/match=304538/report=rp.html (enlace roto disponible en Internet Archive; véase el historial, la primera versión y la última). Reporte] | 33' Bodin · 47' Chamberlain | Árbitro(s): Tamás Bognar    | Árbitro(s): Tamás Bognar |

| 28 de marzo de 2009 | Finlandia                   | 3 – 0 | Gales | Burhanettin Kocamaz, Tarsus  |                              |
|                     | Lehtonen 20' 25' · Alho 47' | [http://en.archive.uefa.com/competitions/under17/fixturesresults/round=15212/match=304551/report=rp.html (enlace roto disponible en Internet Archive; véase el historial, la primera versión y la última). Reporte] |       | Árbitro(s): Nikola Dabanović | Árbitro(s): Nikola Dabanović |

| 28 de marzo de 2009 | Rumania | 0 – 0 | Turquía | Adana 5 Ocak Stadium, Adana   |                               |
|                     |         | [http://en.archive.uefa.com/competitions/under17/fixturesresults/round=15212/match=304552/report=rp.html (enlace roto disponible en Internet Archive; véase el historial, la primera versión y la última). Reporte] |         | Árbitro(s): Gerhard Grobelnik | Árbitro(s): Gerhard Grobelnik |

| 31 de marzo de 2009 | Turquía            | 2 – 0 | Finlandia | Adana 5 Ocak Stadium, Adana   |                               |
|                     | Sarı 6' · Töre 61' | [http://en.archive.uefa.com/competitions/under17/fixturesresults/round=15212/match=304565/report=rp.html (enlace roto disponible en Internet Archive; véase el historial, la primera versión y la última). Reporte] |           | Árbitro(s): Gerhard Grobelnik | Árbitro(s): Gerhard Grobelnik |

| 31 de marzo de 2009 | Gales                              | 3 – 0 | Rumania | Burhanettin Kocamaz, Tarsus |                          |
|                     | Lucas 26' · Walsh 37' · Dawkin 45' | [http://en.archive.uefa.com/competitions/under17/fixturesresults/round=15212/match=304566/report=rp.html (enlace roto disponible en Internet Archive; véase el historial, la primera versión y la última). Reporte] |         | Árbitro(s): Tamás Bognar    | Árbitro(s): Tamás Bognar |

## Grupo 7
| País       | J | G | E | P | GF | GC | GD | Pts |
| ---------- | - | - | - | - | -- | -- | -- | --- |
| Inglaterra | 3 | 3 | 0 | 0 | 5  | 1  | +4 | 9   |
| Serbia     | 3 | 2 | 0 | 1 | 5  | 4  | +1 | 6   |
| Portugal   | 3 | 1 | 0 | 2 | 3  | 4  | -1 | 3   |
| Hungría    | 3 | 0 | 0 | 3 | 0  | 4  | −4 | 0   |

| 25 de marzo de 2009 | Portugal | 0 – 1 | Inglaterra  | Stadion Bük, Bük              |                               |
|                     |          | [http://en.archive.uefa.com/competitions/under17/fixturesresults/round=15212/match=304539/report=rp.html (enlace roto disponible en Internet Archive; véase el historial, la primera versión y la última). Reporte] | 59' Freeman | Árbitro(s): Georgios Daloukas | Árbitro(s): Georgios Daloukas |

| 25 de marzo de 2009 | Serbia       | 1 – 0 | Hungría | Stadion Rohonci Út,          |                              |
|                     | Petković 40' | [http://en.archive.uefa.com/competitions/under17/fixturesresults/round=15212/match=304540/report=rp.html (enlace roto disponible en Internet Archive; véase el historial, la primera versión y la última). Reporte] |         | Árbitro(s): Tom Harald Hagen | Árbitro(s): Tom Harald Hagen |

| 27 de marzo de 2009 | Portugal             | 1 – 0 | Hungría | Stadion Rohonci Út, Szombathely |                               |
|                     | Mendes De Barros 49' | [http://en.archive.uefa.com/competitions/under17/fixturesresults/round=15212/match=304553/report=rp.html (enlace roto disponible en Internet Archive; véase el historial, la primera versión y la última). Reporte] |         | Árbitro(s): Georgios Daloukas   | Árbitro(s): Georgios Daloukas |

| 27 de marzo de 2009 | Inglaterra              | 2 – 1 | Serbia      | Stadion Bük, Bük              |                               |
|                     | Freeman 40' · Afobe 78' | [http://en.archive.uefa.com/competitions/under17/fixturesresults/round=15212/match=304554/report=rp.html (enlace roto disponible en Internet Archive; véase el historial, la primera versión y la última). Reporte] | 50' Simović | Árbitro(s): Aleksander Gauzer | Árbitro(s): Aleksander Gauzer |

| 30 de marzo de 2009 | Serbia                               | 3 – 2 | Portugal                   | Stadion Bük, Bük              |                               |
|                     | Trujić 9' · Brasanac 58' · Lukić 61' | [http://en.archive.uefa.com/competitions/under17/fixturesresults/round=15212/match=304567/report=rp.html (enlace roto disponible en Internet Archive; véase el historial, la primera versión y la última). Reporte] | 48' Viana · 55' dos Santos | Árbitro(s): Aleksander Gauzer | Árbitro(s): Aleksander Gauzer |

| 30 de marzo de 2009 | Hungría | 0 – 2 | Inglaterra              | Stadion Rohonci Út, Szombathely |                              |
|                     |         | [http://en.archive.uefa.com/competitions/under17/fixturesresults/round=15212/match=304568/report=rp.html (enlace roto disponible en Internet Archive; véase el historial, la primera versión y la última). Reporte] | 57' Walcott · 60' Afobe | Árbitro(s): Tom Harald Hagen    | Árbitro(s): Tom Harald Hagen |